# Pealius ezeigwi
Pealius ezeigwi là một loài côn trùng cánh nửa trong họ Aleyrodidae, phân họ Aleyrodinae.
Pealius ezeigwi được Mound miêu tả khoa học đầu tiên năm 1965.